# Морони (Сондрио)
Морони је насеље у Италији у округу Сондрио, региону Ломбардија.
Према процени из 2011. у насељу је живело 46 становника. Насеље се налази на надморској висини од 524 м.